# Lagarde (Haute-Garonne)
Lagarde település Franciaországban, Haute-Garonne megyében. Lakosainak száma 438 fő (2022. január 1.). Lagarde Saint-Michel-de-Lanès, Beauteville, Caignac, Gardouch, Monestrol, Montclar-Lauragais, Montgeard és Seyre községekkel határos.

## Népesség
A település népességének változása:
| Lakosok száma | 243  | 176  | 194  | 281  | 375  | 400  | 409  | 421  | 429  | 438  |
|               | 1968 | 1982 | 1990 | 2006 | 2013 | 2015 | 2017 | 2019 | 2020 | 2022 |